# Victorio García
Victorio García (* Madrid, 20 de octubre de 1926). Fue un ciclista español, profesional entre 1946 y 1955 cuyo mayor éxito deportivo lo obtuvo en la Vuelta ciclista a España, donde obtuvo 1 victorias de etapa en la edición de 1950.

## Palmarés
| 1950 - 1 etapa en la Vuelta a España - Vuelta a Salamanca 1951 - 3º en el Campeonato de España de ciclismo en ruta |